# Thyranthrene
Thyranthrene là một chi bướm đêm thuộc họ Sesiidae.

## Các loài
- Thyranthrene adumbrata  Bartsch, 2008
- Thyranthrene albicincta (Hampson, 1919)
- Thyranthrene metazonata  Hampson, 1919
- Thyranthrene obliquizona (Hampson, 1910)
- Thyranthrene pyrophora (Hampson, 1919)